# Francisco López de Zúñiga y Meneses

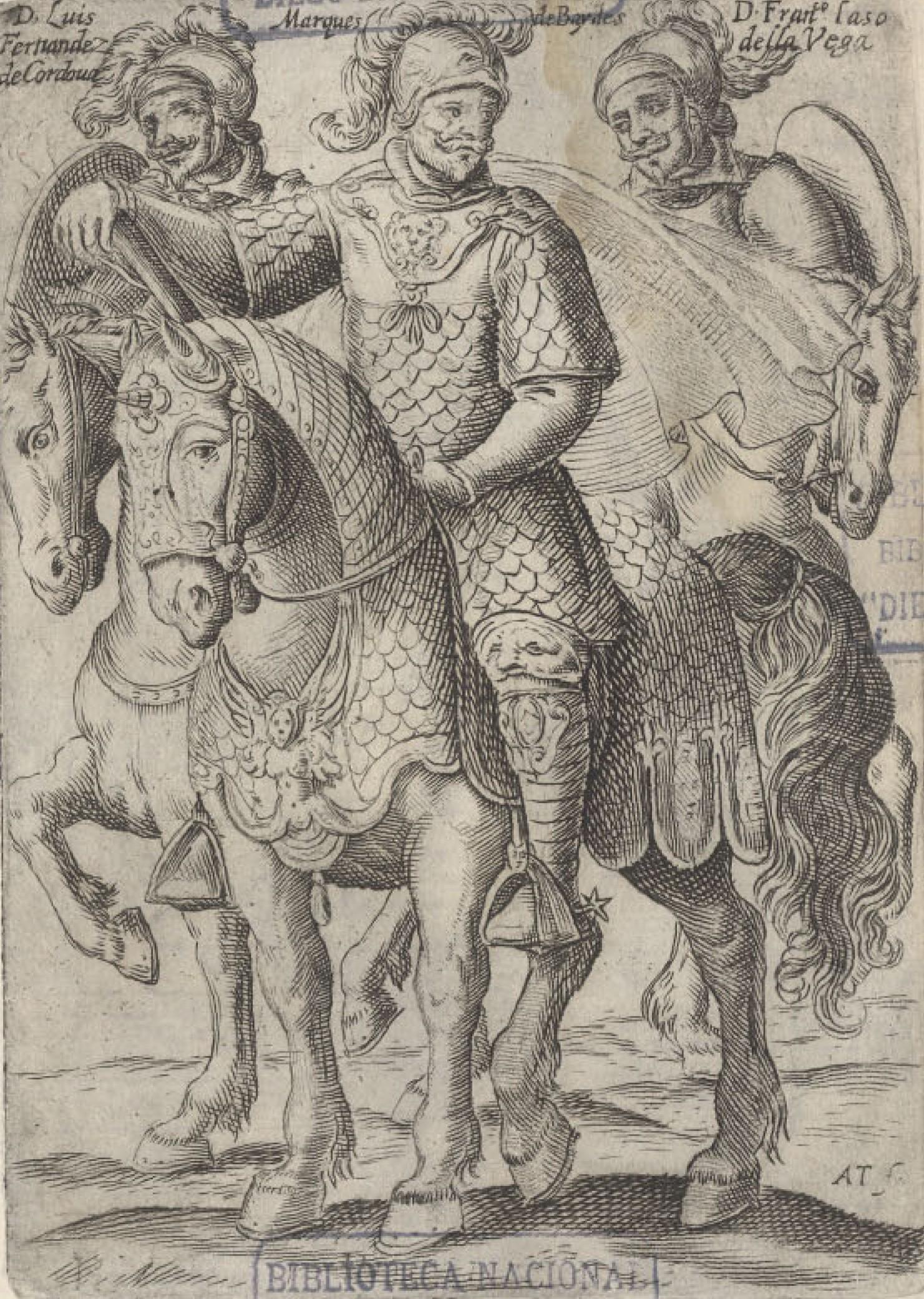
Los gobernadores Luis Fernández de Córdoba y Arce, Francisco López de Zúñiga, marqués de Baides, y Francisco Laso de la Vega, según la obra del padre Ovalle.

Francisco López de Zúñiga y Meneses (Pedrosa del Rey, Valladolid, 27 de agosto de 1599-Cádiz, 19 de septiembre de 1656) fue un noble español de la Casa de Zúñiga, IV marqués de Baides, VIII conde de Pedrosa del Rey, señor de Tovar, caballero de la Orden de Santiago, capitán de caballos, gobernador y capitán general del reino de Chile, y presidente de la Audiencia de Chile.

## Filiación
Hijo segundogénito de Francisco López de Zúñiga y la Cerda, II marqués de Baides, VI conde de Pedrosa del Rey, señor de las villas de Tovar, caballero de la Orden de Santiago, y de su primera esposa María de Meneses Padilla. Francisco se casó en Lima en 1636 con María de Salazar Coca y Santander, hija de Alonso Pérez de Salazar, oidor en la Audiencia de Charcas. Tuvieron en su matrimonio siete hijos, cuatro varones y tres mujeres. Su primogénito Francisco, nacido en 1640 en Santiago fue su heredero, casado con Francisca Dávila y Córdova, II marquesa de Archicollar. A la muerte de su hermano mayor Diego en 1636 vino Francisco a heredarlo, recibiendo los títulos y estados de IV marqués de Baides, VIII conde de Pedrosa del Rey, señor de Tovar.

## Capitán de Caballos en Flandes
Francisco cruzó caballero en la Orden de Santiago en mayo de 1626. Sirvió 16 años con gran bizarría en las guerras de Flandes y Alemania, siendo capitán de caballos.

## Gobernador y capitán general de Santa Cruz de la Sierra
Fue nombrado por real cédula de 9 de abril de 1634 gobernador y capitán general de la provincia de Santa Cruz de la Sierra en el virreinato del Perú y obtuvo licencia para llevar tres criados. Se embarcó el 23 de abril de 1634 en la Armada del general Antonio de Oquendo, que salió de España con destino a tierra firme. En atención a los informes que en Lima recibió, renunció a ese cargo el 15 de mayo de 1635.

## Gobernador y capitán general del reino de Chile

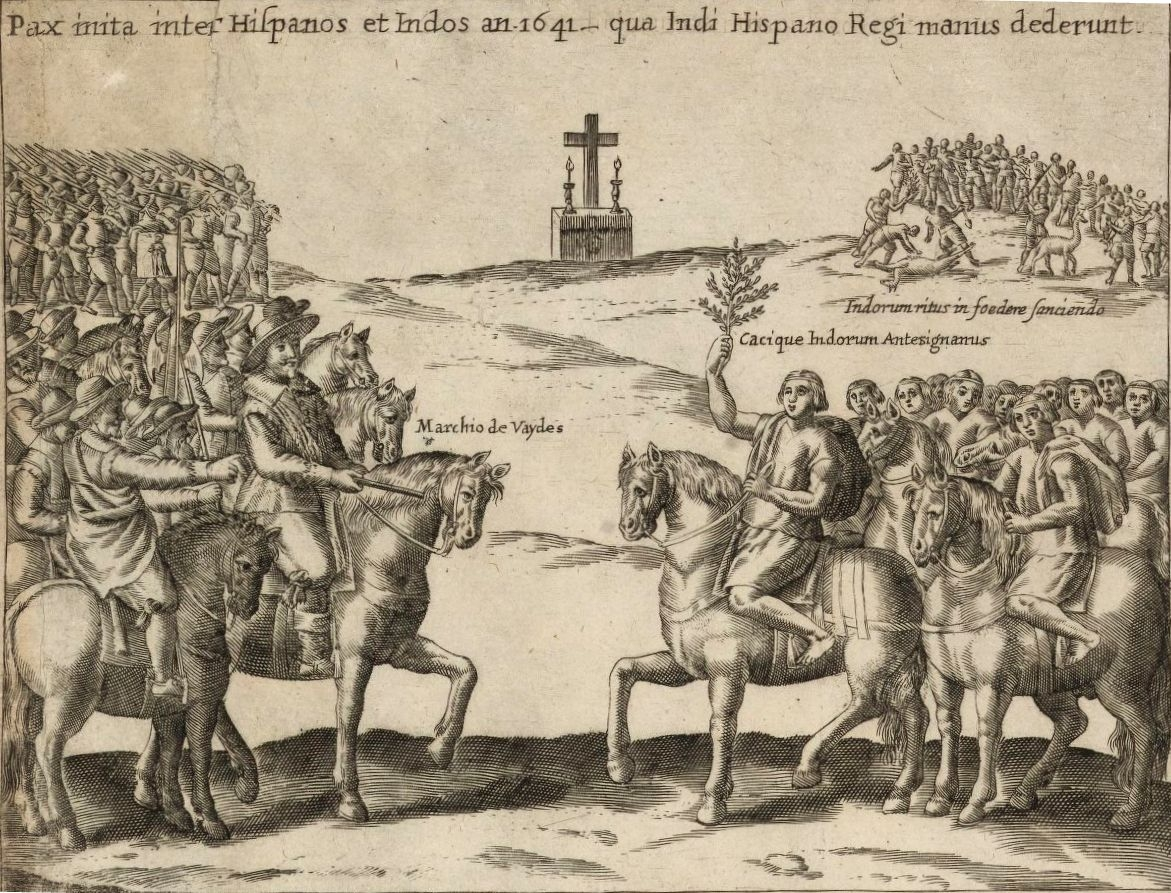
Grabado del Parlamento de Quillin, en donde aparece Francisco López de Zúñiga (1646).

El marqués de Baides fue nombrado en octubre de 1638 gobernador y capitán general del reino de Chile. Para refuerzo en la lucha contra los rebeldes araucanos, levantó en Lima dos compañías de soldados, que ascendían a 150 hombres. Llegó a Concepción el 25 de abril de 1639 y entró al siguiente día en posesión de su gobierno. El 26 de septiembre del mismo año asumió al cargo de capitán general y presidente de la Audiencia de Chile.
En enero de 1640 salió con su pequeño ejército, taló las sementeras y quemó las viviendas de los araucanos rebeldes del cacique Antegueno. Acción militar que, con la ayuda de la extinguida Compañía de Jesús, logró la pacificación de otros caciques araucanos rebeldes (Parlamento de Quillin con algunos jefes mapuches como Butapichún y Lientur) y el rescate de los cautivos españoles, asegurando así la paz durante su gobierno. En 1641 envió a Buenos Aires 200 soldados bien armados y equipados para dar auxilio a aquella provincia, al temerse una invasión de portugueses del Brasil.
En mayo de 1643 entró a Chiloé y ocupó Valdivia una escuadra pirata holandesa compuesta por cinco navíos comandada por Hendrik Brouwer, con la orden del príncipe de Orange de entrar en Valdivia, fortificar el puerto, confederarse con los indios araucanos rebeldes, armarlos y acometer a los españoles en Chile. El marqués de Baides al tener noticia de la toma de Valdivia por los holandeses, pidió ayuda al virrey del Perú, Pedro de Toledo y Leiva, marqués de Mancera, por cartas de 16 de noviembre y de 3 de diciembre de 1643. El virrey marqués de Mancera envió la Escuadra del Mar del Sur, al mando de su hijo Antonio de Toledo, con una fuerte expedición que salió del Callao el 31 de diciembre de 1644 y llegó a Valdivia en febrero de 1645, donde no encontró a los enemigos, que con anticipación se habían retirado. El marqués de Baides hizo fortificar el puerto de Valdivia y asegurarlo con una guarnición de 700 hombres al mando del maestre de campo Alonso de Villanueva, como gobernador de Valdivia.
El marqués de Baides dejó el gobierno de Chile a la llegada de su sucesor a Santiago el 8 de mayo de 1646. En carta de los franciscanos de Santiago de Chile de 12 de diciembre de 1649, se expresa que en su residencia no sólo no se halló cargo en contra, antes si muchas demostraciones en todo el reino de su ida. Fueron muchos los indios y españoles que sacó del cautiverio, grandes las limosnas que les hizo, manirroto en los gastos que en ellos hizo, provenientes en gran parte de su hacienda. Temido por los enemigos y amado por el pueblo.
El marqués y su familia pasaron a Lima, donde permanecieron un tiempo. El marqués de Baides y Antonio de Toledo, hijo del virrey del Perú cesante Pedro de Toledo y Leiva, marqués de Mancera, reciben en Lima a Álvaro Sarmiento de Sotomayor, hermano del nuevo virrey del Perú, García Sarmiento de Sotomayor, conde de Salvatierra, a su llegada a Lima el 24 de agosto de 1648. El marqués patrocinó el hábito de la Orden de Santiago al licenciado Pedro de Espinosa, quien lo recibió de manos del virrey conde de Salvatierra, en una ceremonia celebrada en la capilla del palacio del virrey el 16 de octubre de 1650. El marqués de Baides ordenó a la justicia y consejo de Lima confiscar las espadas de los lacayos, sin hacer ninguna excepción, de acuerdo a la proclamación dada por el virrey conde de Salvatierra de 5 de septiembre de 1653, de que ningún mulato, negro o zambo pudiese llevar espada, daga, cuchillo o cualquier arma de día y de noche acompañando a su amo, bajo pena de cien azotes y cuatro años de galera y de cinco patacones por su amo, sin excepción de persona eclesiástica o secular.

## Regreso a España, los piratas ingleses le dan trágica muerte
El marqués de Baides y su familia salieron del Callao el 18 de octubre de 1654 en la Almiranta de la Armada del Mar del Sur, al mando del general Francisco de Sosa, conduciendo el tesoro real y el de personas privadas con dirección a Panamá. El 27 de abril de 1655 salió de Cartagena de Indias con dirección a La Habana para embarcarse en la escuadra que llevaba a España el oro para la Corona. Salieron de La Habana el 24 de julio de 1656 para Cádiz, donde el 17 de septiembre de 1656 su buque y los otros tres que le acompañaban fueron atacados, en las cercanías de Cádiz, por siete naves piratas inglesas.
Pese a la heroica lucha de los defensores, que duró todo el día, los buques fueron destruidos e incendiados, pereciendo el marqués de Baides en la lucha con los piratas, así como su esposa y dos de sus hijos, Diego y Juana, el 19 de septiembre de 1656. Sus otros 5 hijos fueron hechos prisioneros, pero 3 de ellos, Josefa, Catalina y Miguel, fueron puestos en libertad en el puerto de Lagos en Portugal. Su primogénito, Francisco, y José fueron llevados de rehenes a Inglaterra y tiempo después restituidos a España. José, nacido en Santiago de Chile en 1645, entró de novicio en Madrid en la Compañía de Jesús, con el celo de ser misionero en Chile. Regresó a Chile y vivió entre los indios algunos años, fue rector de varios colegios, provincial de su orden en 1700 y radicado en Concepción, donde falleció en 1727.